# ناحیه بارانت پوینت اوکس، میشیگان
ناحیه بارانت پوینت اوکس (به انگلیسی: Pointe Aux Barques Township) یک منطقهٔ مسکونی در ایالات متحده آمریکا است که در شهرستان هیورن، میشیگان واقع شده‌است.
 ناحیه بارانت پوینت اوکس ۴٫۲ کیلومتر مربع مساحت و ۱۰ نفر جمعیت دارد و ۱۸۳ متر بالاتر از سطح دریا واقع شده‌است.